# Calum Elliot
Calum Elliot (ur. 30 marca 1987 roku, Edynburg, Szkocja) - szkocki piłkarz, występujący na pozycji napastnika. Obecnie gracz klubu ze A lygy, Žalgiris Wilno.
Piłkarz swoją piłkarską karierę rozpoczął w roku 2004, w klubie Hearts. Debiutował w sezonie 2004/2005 podczas meczu przeciwko Inverness Caledonian Thistle. Swojego pierwszego gola strzelił 26 grudnia 2005 roku w meczu przeciwko Falkirk F.C., wygranym przez Serca 5:0. Grał też w Motherwell i Livingston.